# 대결! 반전 드라마
《대결! 반전 드라마》는 대한민국의 텔레비전 프로그램이었다. 2004년 8월 8일부터 2006년 2월 12일까지 《일요일이 좋다》의 한 코너로 방영되었으며, 2006년 프로그램 명을 《반전 극장》으로 바꾸었다. 주요 출연진으로는 유재석, 정준하, 이진, 소유진, 동방신기, 데니안, 전진, 이성진 등이 있다.
한편, 《일요일이 좋다》는 해당 코너 종영 후 탁재훈 박수홍 등 인기 MC들과 연예인을 내세워 선보인 코너가 모두 신통치 않은 반응을 보이자 《X맨》을 2006년 11월 5일부터 독립 편성(오후 5시 30분부터 70분 동안 단독)시켜 《일요일이 좋다》1부가 폐지됐으며 2부 시간에는 《웃음을 찾는 사람들》(이하 웃찾사)이 이동 편성됐다.
그러나, 《웃찾사》는 무리하게 버라이어티의 격전장을 주말 저녁시간대로 옮겼다는 지적을 사 시청률이 갈수록 떨어졌으며《X맨》이 2006년 11월 5일부터 독립편성된 뒤 이 프로그램 종영 후 후속으로 편성된 《하자GO》 《옛날 TV》가 반년을 넘기지 못하자 SBS는 《일요일이 좋다》를 2007년 11월 중순부터 와이드 편성시켰고 이 과정에서 《웃찾사》가 같은 달 5일부터 목요일 오후 11시 10분으로 돌아왔다.